# Sites archéologiques de la civilisation de l'Indus
Cet article présente la liste des sites archéologiques de la civilisation de l'Indus, répartis entre l'Inde, le Pakistan et, pour quelques-uns, l'Afghanistan.

## Présentation
La civilisation de la vallée de l'Indus s'est épanouie à l'Âge du bronze, d'environ 2600 à 1900 av. J.-C., dans une vaste région couvrant le Pakistan et le Nord-Ouest de l'Inde.

## Liste
| Site                     | District                     | Province/État       | Pays        | Image | Fouilles/Découvertes |
| ------------------------ | ---------------------------- | ------------------- | ----------- | --- | --- |
| Alamgirpur               | District de Meerut           | Uttar Pradesh       | Inde        | | Plus anciennes traces de coton tissé |
| Allahdino                | Karachi                      | Sind                | Pakistan    | | Carrelage sur le sol d'une maison |
| Amri, Sindh (en)         | District de Dadu             | Sind                | Pakistan    | | Restes d'un rhinocéros |
| Bala Kot (en)            | District de Lasbela          | Baloutchistan       | Pakistan    | | Trace la plus ancienne de four, port maritime |
| Balu (Haryana)           | District de Fatehabad        | Haryana             | Inde        | | Trace la plus ancienne d'ail, mais aussi d'orge, blé, riz, avoine, pois chiche, petit pois, sésame, melon, pastèque, raisin et datte.                                                                                         |
| Babar Kot (en)           | Kâthiâwar                    | Gujarat             | Inde        | | Mur fortifié en pierres ; restes de plantations de millet et de pois chiche. |
| Banawali                 | District d'Hisar             | Haryana             | Inde        | | Orge, figurine en terre cuite d'une charrue |
| Bargaon                  | District de Saharanpur       | Uttar Pradesh       | Inde        | | |
| Baror (en)               | District de Sri Ganganagar   | Rajasthan           | Inde        | | Squelette humain, ornements, four d'argile de 5 m de long sur 3 m de large, un pichet rempli de 8 000 perles. |
| Bet Dwarka (en)          | District de Devbhoomi Dwarka | Gujarat             | Inde        | | Sceau harappéen tardif, poterie avec motifs, moule de chaudronnier, hameçon en cuivre. |
| Bhagatrav                | District de Bharuch          | Gujarat             | Inde        | | |
| Bhirrana (en)            | District de Fatehabad        | Haryana             | Inde        | | Dessin d'une danseuse sur une poterie, ressemblant à la statue en bronze de la danseuse trouvée à Mohenjo-daro. |
| Chanhu Daro              | District de Nawabshah        | Sind                | Pakistan    | | Fabrique de perles, usage de rouge à lèvres, seul site de l'Indus sans citadelle |
| Dholavira                | District de Kutch            | Gujarat             | Inde        | Réservoir d'eau, Dholavira                                                                                    | Figurine d'un chariot tiré par une paire de bœufs et conduit par un homme nu, récupération d'eau et de nombreux réservoirs, usage de la pierre pour les constructions                                                         |
| Daimabad                 | District d'Ahmadnagar        | Maharashtra         | Inde        | Sculpture en bronze                                                                                           | Harappéen tardif. Sculpture d'un chariot en bronze et trois autres sculptures en bronze. |
| Desalpar Gunthli (en)    | District de Kutch            | Gujarat             | Inde        | | Fortification en pierres massives, poterie harappéenne, trois sceaux portant une écriture ; une en stéatite, une en cuivre et une en terre cuite.                                                                             |
| Farmana                  | District de Rohtak           | Haryana             | Inde        | | La plus grande nécropole de la vallée de l'Indus avec 65 sépultures |
| Ganweriwala              | District de Bahawalpur       | Pendjab             | Pakistan    | | |
| Gola Dhoro               | District de Kutch            | Gujarat             | Inde        | | Production de bracelets en coquillages, perles semi-précieuses |
| Harappa                  | District de Sahiwal          | Pendjab             | Pakistan    | Ex-voto miniature ou un jouet à Harappa en 2500. Figurines en terre cuite modelée à la main avec polychromie. | Greniers, cercueils, de nombreux artéfacts, ville importante de la vallée de l'Indus, première à être fouillée et étudiée en détail                                                                                           |
| Hulas                    | District de Saharanpur       | Uttar Pradesh       | Inde        | | |
| Kalibangan               | District de Hanumangarh      | Rajasthan           | Inde        | Tertre ouest appelé "citadelle"                                                                               | Bracelets brûlés, autels du feu, petites fosses circulaires contenant des grandes urnes et accompagnées de poteries |
| Khirasara                | District de Kutch            | Gujarat             | Inde        | | Entrepôts, activités artisanales, or, cuivre, pierres semi-précieuses, objets en coquillage et trésors imposants |
| Kerala-no-dhoro or Padri | District de Kutch            | Gujarat             | Inde        | | Production de sel par évaporation de l'eau de mer |
| Kot Bala                 | District de Lasbela          | Baloutchistan       | Pakistan    | | |
| Kot Diji                 | District de Khairpur         | Sind                | Pakistan    | | |
| Kunal (Haryana)          | District de Fatehabad        | Haryana             | Inde        | | Plus ancien site pré-harappéen, fonte de cuivre. |
| Kuntasi                  | District de Rajkot           | Gujarat             | Inde        | | Petit port |
| Lakhan jo Daro           | District de Sukkur           | Sind                | Pakistan    | | |
| Larkana                  | District de Larkana          | Sind                | Pakistan    | | |
| Loteshwar                | District de Mehsana          | Gujarat             | Inde        | | Site archéologique ancien |
| Lothal                   | District d'Ahmedabad         | Gujarat             | Inde        | | Fabrique de perles, chantier naval, sceaux en forme de bouton, autels du feu, jarre peintes, plus ancienne trace de culture du riz (1800)                                                                                     |
| Manda (Jammu)            | District de Jammu            | Jammu-et-Cachemire  | Inde        | | Site harappéen le plus septentrional, dans les contreforts de l'Himalaya |
| Malwan                   | District de Surat            | Gujarat             | Inde        | | Site harappéen le plus au sud en Inde |
| Mandi                    |                              | Uttar Pradesh       | Inde        | | |
| Mehrgarh                 | District de Kachhi           | Baloutchistan       | Pakistan    | | La plus ancienne communauté agricole |
| Mitathal                 | District de Bhiwani          | Haryana             | Inde        | | |
| Mohenjo-Daro             | District de Larkana          | Sind                | Pakistan    | | Grand Bain (le plus grand ghat), grand grenier, danseuse en bronze, homme barbu, jouets en terre cuite, sceau en forme de taureau, sceau Pashupati, trois sceaux cylindriques de type mésopotamien, un morceau de tissu tissé |
| Mundigak                 |                              | Kandahâr (province) | Afghanistan | | |
| Nausharo                 |                              | Baloutchistan       | Pakistan    | | |
| Ongar                    |                              | Sind                | Pakistan    | | |
| Pir Shah Jurio           | Karachi                      | Sind                | Pakistan    | | |
| Pirak                    |                              | Baloutchistan       | Pakistan    | | |
| Rakhigarhi               | District d'Hisar             | Haryana             | Inde        | | Roues en terre cuite, jouets, figurines, poteries. Site étendu, partiellement fouillé |
| Rangpur                  | District d'Ahmedabad         | Gujarat             | Inde        | | Port maritime |
| Rehman Dheri             |                              | Khyber Pakhtunkhwa  | Pakistan    | | |
| Rojdi                    | District de Rajkot           | Gujarat             | Inde        | | |
| Rupnagar                 | District de Rupnagar         | Pendjab             | Inde        | | |
| Sanauli                  | District de Baghpat          | Uttar Pradesh       | Inde        | | Nécropole avec 125 sépultures trouvées |
| Shikarpur (Gujarat)      | District de Kutch            | Gujarat             | Inde        | | Détails sur les habitudes alimentaires des Harappéens |
| Shortughai               |                              |                     | Afghanistan | | |
| Sohr Damb                | District de Khuzdar          | Baloutchistan       | Pakistan    | | |
| Sothi                    |                              | Haryana             | Inde        | | |
| Surkotada                | District de Kutch            | Gujarat             | Inde        | | Os de chevaux (seul exemplaire trouvé) |
| Sutkagan Dor             |                              | Baloutchistan       | Pakistan    | | Bracelets d'argile, site le plus occidental de la vallée de l'Indus |
| Tigrana, Bhiwani (en)    | District de Bhiwani          | Haryana             | Inde        | | Maisons, poterie, terre cuite, sceaux avec écriture, pierres semi-précieuses, témoignages agricoles et de domestication. |
| Vejalka                  | District de Botad            | Gujarat             | Inde        | | Poterie |